# Льодовикові керни
Льодовикові керни — керни, взяті з льодовикового щита, найчастіше з льоду полярних льодовикових шапок в Антарктиці, Гренландії або високогірних льодовиках. Лід утворюється з наростаючих спресованих шарів снігу, нижні шари якого старіші відносно розміщених вище. Тому крижані керни містять лід, сформований за багато років. Властивості льоду і кристалічних включень в льоду можуть бути використані для відтворення зміни клімату в інтервалі формування керна, зазвичай за допомогою ізотопного аналізу. Вони дозволяють відтворити зміну температури та історію зміни атмосферних умов.
Льодовикові керни містять достатню інформацію про клімат. Включення, що потрапили в сніг, залишаються в льоду, серед них можуть бути занесені вітром пил, попіл, бульбашки повітря і радіоактивні речовини. Різноманітність кліматичних вимірювань ширше, ніж у всіх інших природних інструментах датування, таких як деревні кільця або донні відкладення. Включення дозволяють дізнатися температуру, об'єм океану, опади, хімічні і фізичні умови в нижніх шарах атмосфери, вулканічну активність, сонячну активність, продуктивність поверхні моря, опустелювання і лісові пожежі.
Довжина запису залежить від глибини льодовикового керна і становить від декількох років до 800 тис. років для кернів EPICA. Визначення часового періоду залежить від річної кількості снігу і зменшується з глибиною, бо лід спресовується під власною вагою. Верхні шари льоду в керні відповідають одному року або навіть одному сезону. Чим глибше, тим шари тонші, і окремі річні шари перестають розрізнятися.
Льодовикові керни з різних місць можуть бути використані для відтворення безперервної і детальної картини кліматичних змін протягом сотень тисяч років, надаючи інформацію з широкого набору аспектів клімату в кожен момент часу. Можливість порівнювати інформацію з різних кернів за часом робить льодовикові керни важливим інструментом для палеокліматичних досліджень.

## Структури льодовикового покриву та кернів

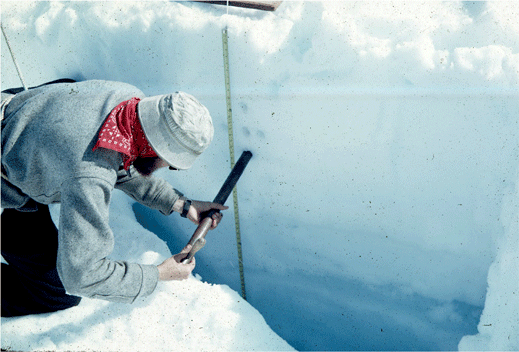
Взяття зразків з льодовику Таку на Алясці. Більш щільний зернистий лід між поверхневим снігом і блакитним льодовиковим льодом.

Льодовиковий покрив сформований зі снігу. Те, що такий лід не тане влітку, пояснюється температурою, яка в даній місцевості рідко перевищує точку плавлення. У багатьох місцях Антарктики температура повітря завжди значно нижче температури замерзання води. Якщо річна температура починає перевищувати температуру плавлення, записи льодовикові кернів серйозно руйнуються, аж до повної втрати, бо тала вода просочується в сніг.
Поверхневий шар складається зі снігу в декількох формах, з повітряними порожнинами. Продовжуючи накопичуватися, сніг у таких шарах пресується і переходить у фірн, зернистий матеріал зі структурою, що нагадує цукор-пісок. Повітряні порожнини залишаються, дозволяючи повітрю з навколишнього середовища циркулювати всередині. При поступовому накопиченні снігу зернистий лід ущільнюється, і повітряні пори закриваються, залишаючи частину повітря всередині. Через те, що повітря деякий час може циркулювати всередині снігового шару, вік льоду і вік газових включень може відрізнятися, в залежності від умов, навіть на сотні років. На станції Восток зафіксована різниця в 7 тисяч років у віці льоду і газу, що входить до його складу.
Зі збільшенням тиску на певній глибині фірн, «зернистий лід», переходить у глетчерний лід. Ця глибина може становити від декількох метрів до десятків, зазвичай до 100 метрів (для Антарктичних кернів). Нижче цього рівня матеріал заморожений і являє собою кристалічний лід. Останній може бути прозорим або блакитного кольору.
Шари можуть візуально різнитися в зернистому і звичайному льоду на значних глибинах. На вершині льодовика, де основний лід має невелику тенденцію до сповзання, створюються акуратні шари з мінімальними пошкодженнями. У місцях, де нижні шари льоду рухливі, глибокі шари можуть мати значно розрізняються властивості і спотворення. Керни, взяті біля основи льодовика, часто складні для аналізу змін структури і зазвичай включають склади з підстильної поверхні.

GISP2 крижаний керн з глибини 1837 м з чітко помітними річними шарами.

### Характеристики фірну
Шар пористого фірну в Антарктичному льодовиковому покриві знаходиться на глибині від 50 до 150 метрів[1], що набагато менше загальної глибини льодовика.
Атмосферне повітря і газ з фірнів повільно перемішуються завдяки молекулярній дифузії, проходячи крізь пори. Так відбувається поступове вирівнювання газових концентрацій. Теплова дифузія є причиною ізотопного розділення у фірнах, яке виникає через швидкі зміни температури, коли виникають розбіжності ізотопного складу повітря, захопленого бульбашками всередині льоду, від складу повітря, захопленого у фірні. Цей газ може дифундувати по фірну, але, як правило, не виходить назовні, за винятком областей, зовсім близьких до поверхні.
Нижче фірну знаходиться зона, в якій розташовуються сезонні шари поперемінно з відкритими і закритими порами. Ці шари ущільнюються завдяки тиску шарів, що лежать вище. Вік газів швидко зростає з глибиною шарів. Різні гази поділяються за бульбашками в процесі переходу фірнів (зернистого льоду) в звичайний лід.

## Видобуток керна
Керн видобувається шляхом відокремлення його від навколишнього масиву. У разі м'яких матеріалів може бути досить порожнистої трубки. При глибокому бурінні твердого льоду і, можливо, підстилаючої породи, використовуються трубчасті бури, які вирізають циліндричну порожнину навколо керна. Ріжучий механізм при цьому знаходиться в нижній частині бура. Максимальна довжина одержуваного зразка дорівнює довжині бура (у разі GISP2 і станції Схід це 6 метрів). При видобутку таких довгих кернів потрібно багато циклів перезбирання бура з його витягуванням на поверхню для очищення.
Оскільки глибокий лід перебуває під тиском і має властивість деформуватися, порожнини, що залишилися від кернів з глибини більше 300 метрів, з плином часу закриваються. Для запобігання цього процесу їх заповнюють рідиною. Така рідина (або суміш рідин) має відповідати одночасно багатьом критеріям, таким як потрібна щільність, низька в'язкість, морозостійкість, безпеку з точки зору охорони праці і природи. Також потрібно враховувати специфічні для певного способу видобутку вимоги.
У минулому було випробувано чимало різних рідин та їх сумішей. З часу GISP2 (1990—1993) Антарктична програма США використовувала n-бутилацетат, але його токсичність, займистість, властивості як агресивного розчинника змусили сумніватися в доцільності його подальшого застосування. Європейське співтовариство зосередилося на створенні двокомпонентної рідини, що складається з легких вуглеводнів (на станції Восход використовували гас) і «ущільнювача» (фреону), за рахунок якого досягається потрібна щільність суміші. Однак, чимало ущільнювачів також вважаються дуже токсичними, і їх використання більше не дозволено за рішенням Монреальського протоколу з речовин, що руйнують озоновий шар. У квітні 1998 році на льодовиковій шапці Devon Ice Cap використовували очищене лампове масло. Було відзначено, що в девонських кернах глибше 150 метрах стратиграфія була прихована мікротріщинами.

## Нотатки
1. ↑  Bender M., Sowers T., Brook E.  // Proceedings of the National Academy of Sciences of the United States of America : journal. — 1997. — Vol. 94, no. 16 (8). — P. 8343—8349. — DOI:10.1073/pnas.94.16.8343. — PMID 11607743 .